# 부저우주

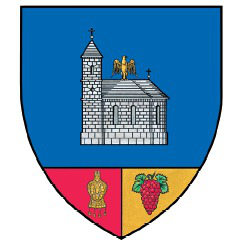
주 문장

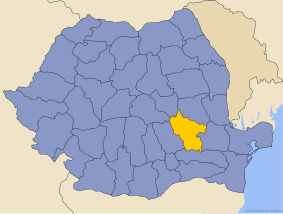
부저우 주의 위치

부저우주(루마니아어: Judeţul Buzău)는 루마니아 남동부 문테니아 지방에 위치한 주로, 주도는 부저우이며 면적은 6,103km2, 인구 밀도는 81명/km2, 인구는 496,214명(2002년 기준), ISO 3166-2 코드는 RO-BZ이다. 동쪽으로는 브러일라 주, 서쪽으로는 프라호바 주와 브라쇼브 주, 북쪽으로는 코바스나 주와 브란체아 주, 남쪽으로는 이알로미차 주와 접하며 2개 시와 3개 마을, 82개 지방 자치체를 관할한다.
주 전체 인구 가운데 97%는 루마니아인이며 2.9%는 로마인이다.